# سیمون یتس (دوچرخه‌سوار)
سیمون یتس (اسپانیایی: Simon Yates‎؛ زادهٔ ۷ اوت ۱۹۹۲<ref name="eurosport">) دوچرخه‌سوار اهل بریتانیا است.
از باشگاه‌هایی که در آن رکاب زده‌است می‌توان به تیم اوریکا–اسکات اشاره کرد.
وی در مسابقات کشوری و بین‌المللی در مجموع برندهٔ ۱ مدال طلا شده‌است.